# ベービンゲン・アン・デア・レムス
ベービンゲン・アン・デア・レムス (ドイツ語: Böbingen an der Rems) は、ドイツ連邦共和国バーデン＝ヴュルテンベルク州シュトゥットガルト行政管区のオストアルプ郡に属す町村（以下、本項では便宜上「町」と記述する）である。この町はオストヴュルテンベルク地方およびシュトゥットガルト大都市圏周縁部に位置している。

## 地理

### 位置
ベービンゲンは、郡庁所在地アーレンの西約 15 km、高度 362 から 472 m のレムス川の谷に位置している。ベービンゲンでクロッツバッハ川がレムス川に合流する。

### 隣接する市町村
この町は、北はイギンゲンおよびホイヒリンゲン、東はメグリンゲン、南はホイバッハ、西はシュヴェービッシュ・グミュントと境を接している。

### 自治体の構成
この町は、オーバーベービンゲンおよびウンターベービンゲンの2つの地区といくつかの小集落からなる。ウンターベービンゲンおよびウンターベービンゲンの地区名を公式には廃止することが1978年5月8日の町議会で定められた。

### 土地利用
| 土地利用種別面積 | 農業用地 | 森林  | 住宅地 | 産業用地 | 交通用地 | 水域  | レジャー用地 | その他 |
| ---------------- | -------- | ----- | ------ | -------- | -------- | ----- | ------------ | ------ |
| 面積 (km2)       | 8.78     | 0.83  | 0.88   | 0.29     | 0.77     | 0.06  | 0.17         | 0.44   |
| 占有率           | 71.8 %   | 6.8 % | 7.2 %  | 2.4 %    | 6.3 %    | 0.5 % | 1.4 %        | 3.6 %  |

州統計局の2019年現在のデータによる。

## 歴史

### 現存する最初の文献記録
ベービンゲンの現存する最初の文献記録は、1291年になされたものである。1291年11月30日の文書に、ゴッテスツェル修道院が「Bebingen」に農場を有していることが記録されている。

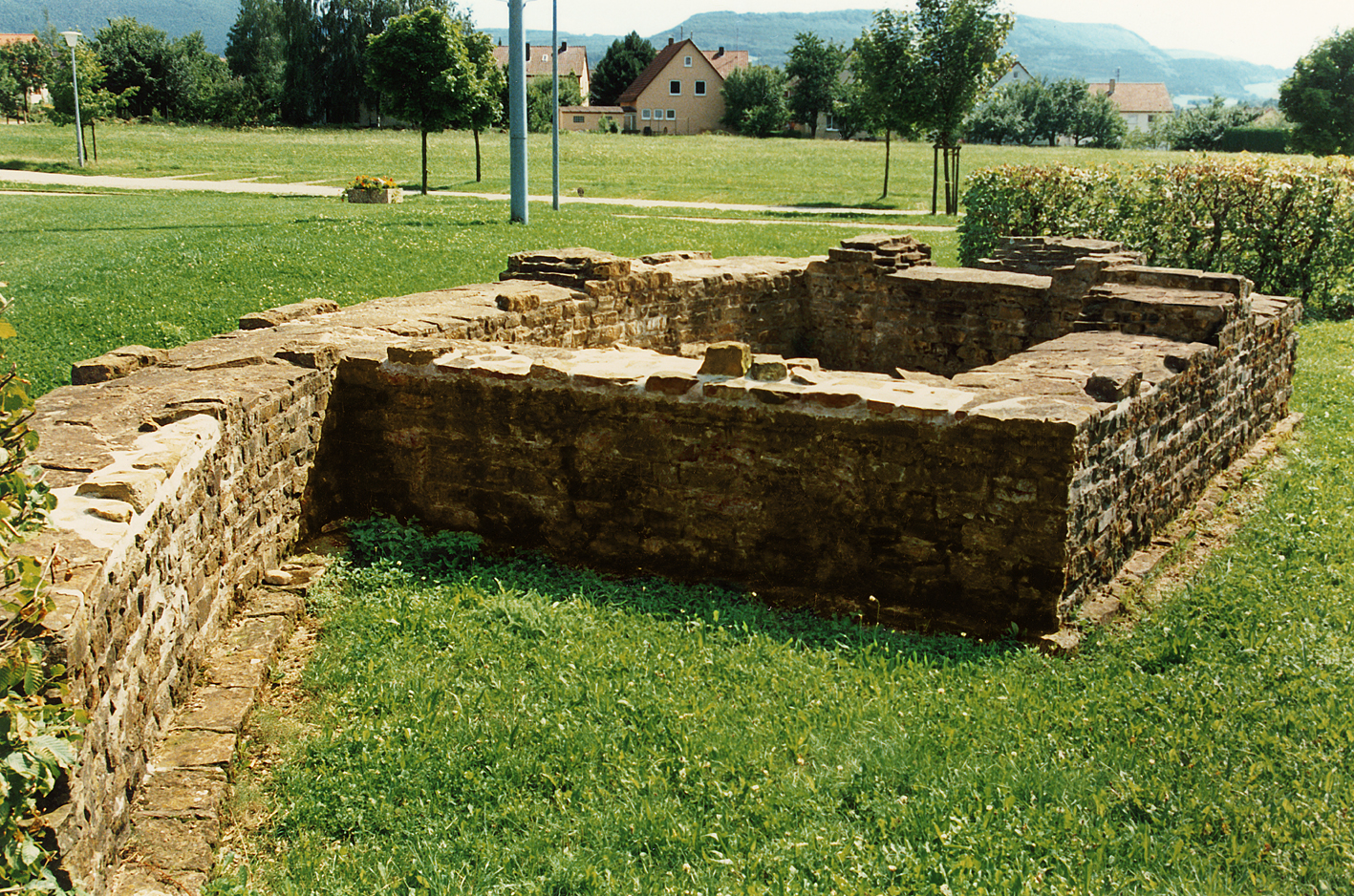
ウンターベービンゲンのローマ城砦跡

しかし、ベービンゲンの歴史は1291年よりも大きく遡る。ベービンゲンを通るリーメス、ウンターベービンゲンのローマ城砦、発掘調査による多くの歴史的出土品（たとえばアレマン人の墓）やオーバーベービンゲンのミヒャエルス教会がその証である。歴史的な地名「Bürgle」は、古い防衛施設がこの集落に存在していたことを示している。ヴュルテンベルク郡の退役した参謀総長エドゥアルト・フォン・カレー少将による1885年/86年の最初の発掘により、ウンターベービンゲンが城砦地として軍事戦略的に考慮されていたことが判明し、1892年にはハインリヒ・シュタイムレ少佐が帝国リーメス委員会の委託により調査を行った。ローマ時代の軍の浴場（城砦外に建設された村の住民も利用することができた）は、1978年に城砦の北側に位置するレムス川の縁にあたる高台のテラスで発見された。ウンターベービンゲン砦とその周辺から出土した文化財は、オーバーゲルマニッシュ＝レティシャー・リーメスの一部として、2005年からユネスコ世界遺産の構成要素となっている。

### 中世
中世、オーバーベービンゲンはまずウルリヒ・フォン・レヒベルクに、その後アルブレヒト・デン・ハウゲに属した。1358年に大部分の地域がケーニヒスブロン修道院領となった。ベービンゲンは14世紀には様々な領主の下に置かれた。ケーニヒスブロン修道院、ゴッテスツェル修道院、アウグスト会修道院、シュピタール、その他多くの世俗領主である。
ウンターベービンゲンは、その大部分がシュヴェービッシュ・グミュントの修道院領であった。ケーニヒスブロン修道院の所領は1556年にヴュルテンベルク公クリストフに移譲された。1803年に他の聖界領も世俗化・陪臣化によりヴュルテンベルク家の領土となった。
ベービンゲンの住民は、中世には主に自らの土地を持たない農民で、一握りの地主のための労務に耐えなければならなかった。宗教改革の時代、ベービンゲンにも大きな変革がもたらされた。ベービンゲンの両教会は福音主義に転向し、臣民も福音主義の信仰を受け容れた。自由帝国都市グミュントに属す農場にいたわずかな住民だけがカトリックに留まった。

### 三十年戦争
三十年戦争の時代、ウンターベービンゲンはすべての住民を失った。ウンターベービンゲンは、レムスタールを通る軍事街道に面しており、このため戦争の影響を直接受けてしまったのである。
1660年から、ウンターベービンゲンにグミュントから再び入植が行われた。このため、住民はカトリック信者であった。オーバーベービンゲンではこの頃、多くの住民がペストのために死亡した。外国軍の宿営により多くの家が略奪され、住民が殺害された。住民は近隣の森の中に逃亡した。

### 18/19世紀
18世紀の生活は正常な路線を進んだ。19世紀にオーバーベービンゲンの住民は主に農業で生活していた。この地域は1818年にオーバーアムト・グミュントに属した。このオーバーアムトは後にシュヴェービッシュ・グミュント郡となった。ここには職人や商人が数人いた。ウンターベービンゲンには、それよりも多くの職人がおり、彼らは村の外へ行商に出かけた。しかし住民の大部分はこの村でも農業で暮らしていた。レムスタール鉄道の建設により、ウンターベービンゲンは東（アーレン）や西（シュトゥットガルト）への高速な接続を獲得した。

### 20/21世紀
20世紀になると鉄道ベービンゲン - ホイバッハ線が建設され、1920年に開通した。1933年にオーバーベービンゲンの屋外プールが完成した。1938年にウンターベービンゲンとオーバーベービンゲンの2つの町が合併し、1つの町となった。ツィンメルン集落はこれから分離され、それまで独立した町村であったヘルリコーフェンと合併した。一方、バーガウから分離されたバイスヴァングはベービンゲンに編入された。1947年にバーガウのバイスヴァングからの再分離が提案されたが、バイスヴァングの有権者は公聴会でウンターベービンゲンへの残留に投票した。1952年以後、町議会の決定に基づき、町全体が単に「ベービンゲン」と呼ばれることとなった。第二次世界大戦後、旧ドイツ東部領土から多くの難民がベービンゲンに流入した。数多くの住宅地が開発され、ベービンゲンでは平均を上回る人口増加が起こった。1971年の住民投票で有権者は、この町の独立を守り、ホイバッハとの合併に反対することを選択した。1973年この町は新たに創設されたオストアルプ郡に属すこととなった。
現在この町は、田舎のキャラクターを残すベッドタウンとなっている。

## 住民

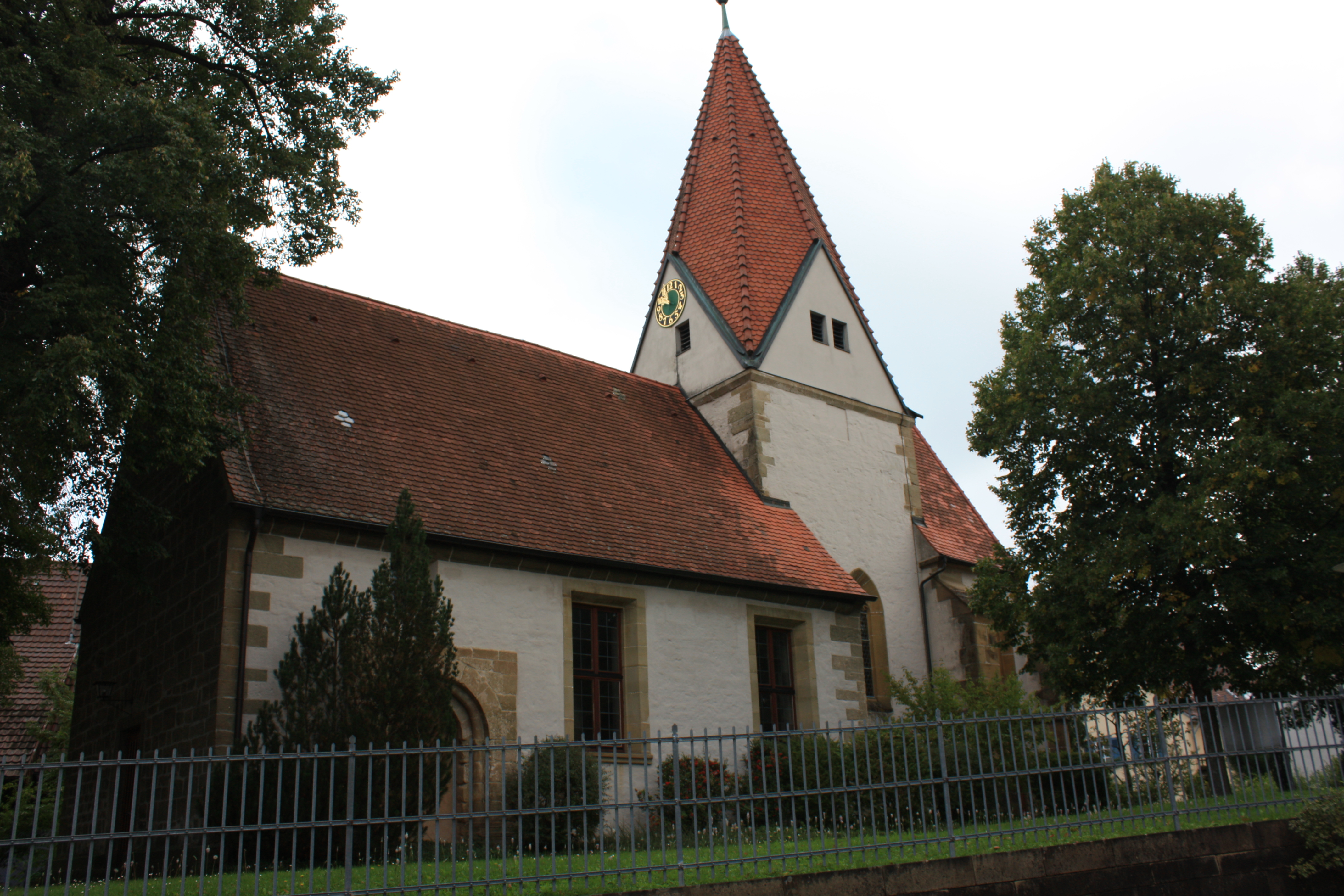
ベービンゲン・アン・デア・レムスの福音主義ミヒャエルス教会

### 宗教
オーバーベービンゲンは宗教改革以降、福音主義が多数派である。一方、ウンターベービンゲンではカトリックが主流である。現在は福音主義自由教会もある。

## 行政

### 行政共同体
この町は、1972年からホイバッハを主邑とするローゼンシュタイン行政共同体に加盟している。

### 議会
ベービンゲンの町議会は 14議席からなる。

### 紋章
図柄: 上下二分割。上部は赤地で、分割線の上に屋根の上に小塔を戴いた銀色の礼拝堂が建っている。下部は緑地で、斜めに配された金の鐘が描かれている。
この紋章は、早くも1930年にシュトゥットガルトの文書館館長により当時のエンターベービンゲンに提案された。上部は旧コロマンス礼拝堂を描いたものである。下部は、イノシシが地面の中に埋められていた鐘を掘り出したという伝承に基づいたものである。
町の旗は、黒 - 赤である。

### 姉妹自治体
- キュスティーヌ（フランス、ムルト＝エ＝モゼル県）1971年[9]

## 経済と社会資本

### 交通
1922年から1976年までホイバッハ鉄道があった。
レムス鉄道（シュトゥットガルト - アーレン）のレギオナルエクスプレスと連邦道 B29号線（ヴァイブリンゲン - ネルトリンゲン）がベービンゲンを全国的な交通網と結びつけている。最寄りのアウトバーンのインターチェンジは、約 24 km 離れた A7号線のアーレン/オーバーコッヘン・インターチェンジ (Nr. 115) で、B29号線でアーレン方面へ向かい、州道 L1084号線に入る。
公共旅客近郊交通の鉄道・バス路線はオストアルプモービル交通共同体の運賃および各交通会社の個別運賃が適用される。

### 自転車道
多くの自転車道がこの町を通っている。
- レムスタール自転車道はレムス川沿いに、ネッカー川に注ぐ河口まで伸びている[10]。
- ドイツ・リーメス自転車道は、ライン川沿いのバート・ヘニンゲンからドナウ川沿いのレーゲンスブルクまでの 818 km にわたって、オーバーゲルマニッシュ＝レティシャー・リーメス沿いに伸びている[11]。

### 教育
ベービンゲンには、基礎課程・本課程学校シューレ・アム・レーマーカステルがある。この他に幼稚園が2園ある。

## 文化と見所

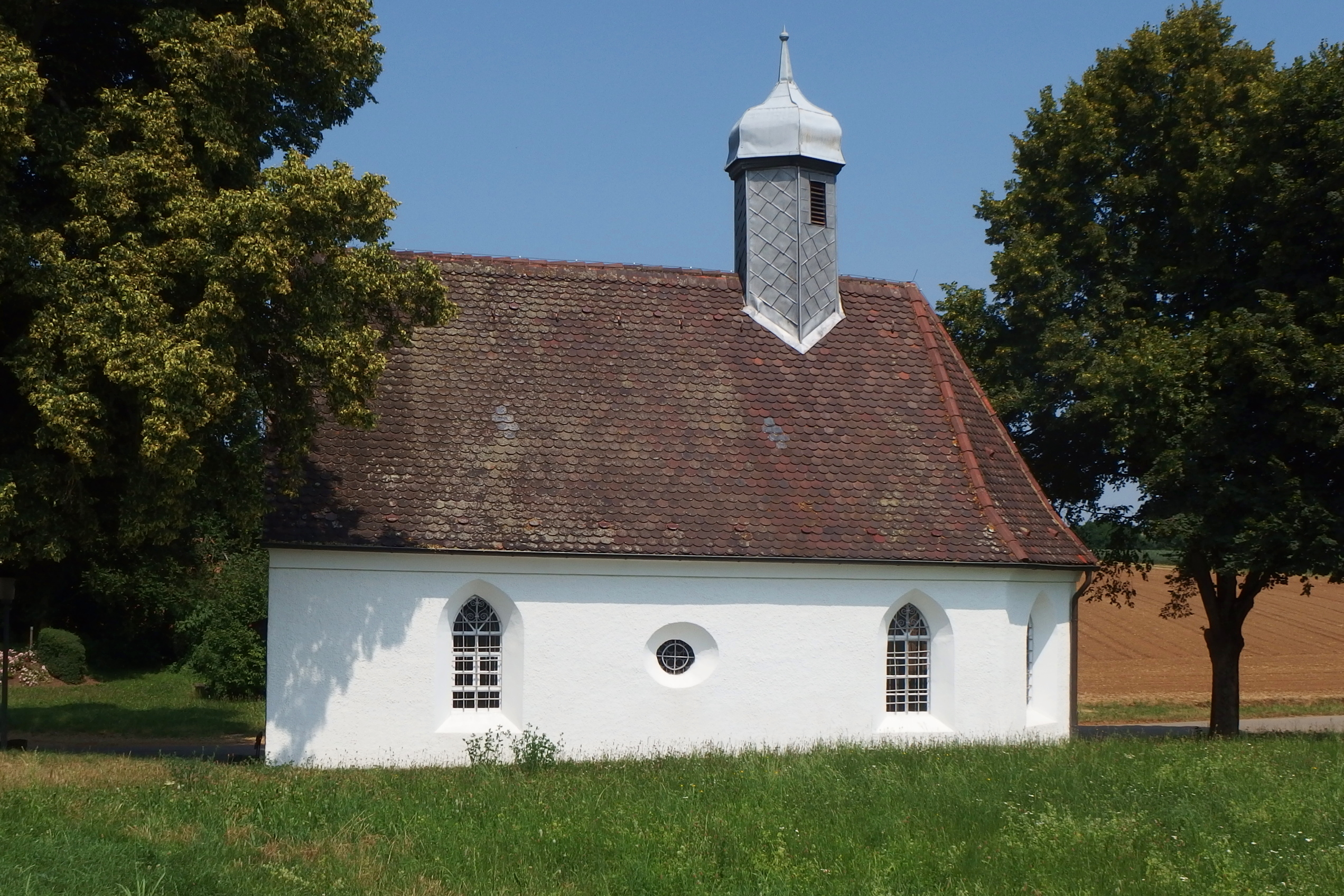
1680年頃に建設されたバイスヴァング近郊の巡礼礼拝堂

ベービンゲンは、多くの見所が点在するフランケン＝シュヴァーベン・ヤコブの道沿いにある。